# Hybrid (biologi)

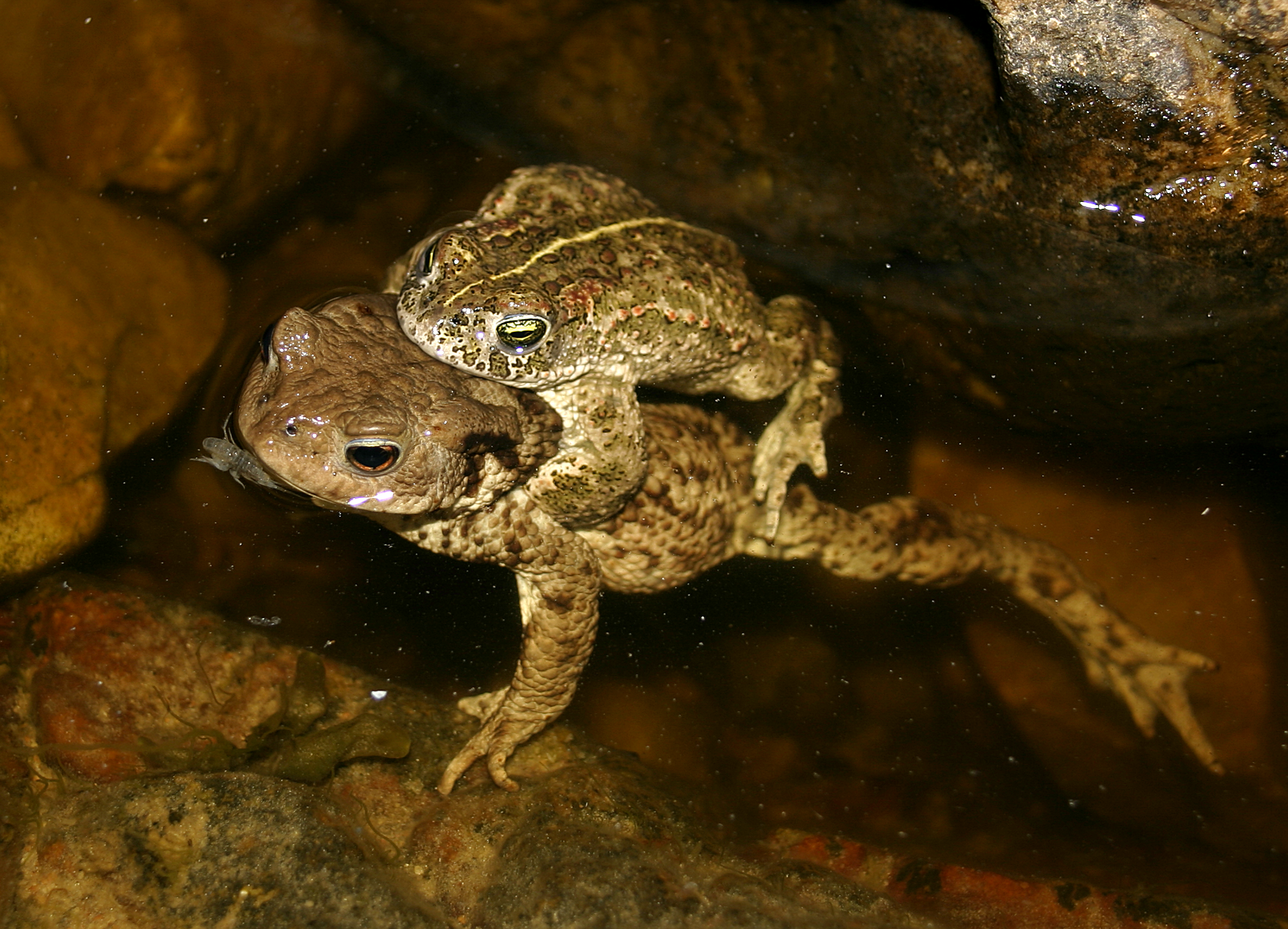
Ett exempel på hybridisering mellan vanlig padda och strandpadda fångat på bild vid naturreservatet Haväng och Vitemölla strandbackar i Simrishamn.

Hybridisering är en biologisk process som är resultatet av sexuell reproduktion mellan individer som är genetiskt olika. Individerna kan vara av olika arter, populationer, släkten och även familjer. Med hybridisering kan introgression ske. Introgression är genflödet från en population till en annan när fertila hybrider återigen hybridiserar med föräldrapopulationen. Hybridsvärmar kan uppstå när introgression äger rum.
Hybridisering sker naturligt eller antropogent, det vill säga av människan – antingen med flit eller av misstag. Naturligt sker hybridisering mellan två närstående arter oftast då den ena eller båda föräldrarna har mycket begränsad tillgång till partners av den egna arten, exempelvis i utkanten av en arts utbredningsområde. Inom evolutionsbiologin har botaniker och zoologer olika åsikter om hybridiseringens betydelse för artbildning och evolution. Botaniker argumenterar att hybridisering spelar en stor roll i evolutionen, genom att visa att hybridisering leder till nya arter och anpassningsförmågor. Zoologerna fokuserar däremot mer på hur reproduktiv isolering leder till artbildning med hjälp av hybridisering, som ger hybrider en lägre fitness och anpassningsförmåga jämfört med föräldraarter.
Även korsningar av virus kallas ibland för hybrider. Begreppen hybrid och korsning används i vissa sammanhang som synonymer medan de skiljs åt i andra sammanhang.

## Naturlig hybridisering

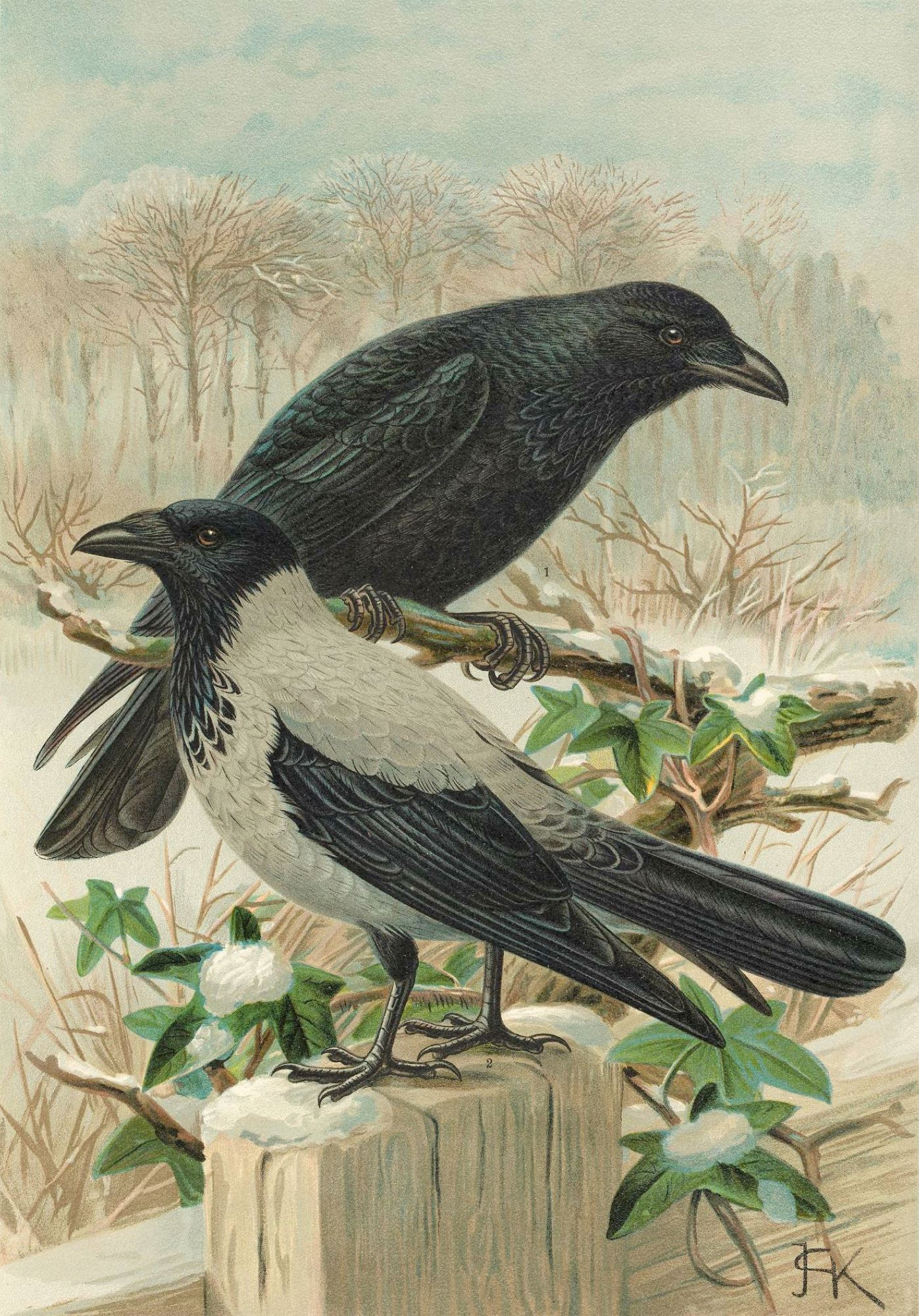
Gråkråka och svartkråka är två underarter som samhäckar och får hybridavkomma. Det är ett exempel på intraspecifik hybridisering.

### Intraspecifik hybridisering
Intraspecifik hybridisering är hybridisering mellan individer från olika populationer, av samma art. Litet genflöde mellan populationer kan genetiskt förstärka arten genom att öka deras genetiska variation.
Intraspecifik hybridisering kan användas i bevarandeprojekt för att rädda en liten population, genom att eliminera ackumulerade skadliga genetiska varianter, s.k. genetisk räddning, från inavel eller genetisk drift.
Om det finns ett mycket stort genflöde mellan populationer, kommer det att minska populationens anpassningsförmåga på grund av genetisk förorening, som eliminerar populationernas anpassningsvarianter.

### Interspecifik hybridisering
Interspecifik hybridisering sker mellan individer av olika arter, familjer eller taxon. Omkring 10% av alla djurarter och 25% av alla växtarter är kända för att reproducera sig med andra djur- och växtarter.
En korsningsbarriär kan bildas i det område där två arter möts och fortplantar sig. Om korsningsbarriären är stabil, bidrar detta till en differentiering av båda arterna. Nick Barton beskriver en stabil korsningsbarriär när det finns en jämvikt mellan spridning av hybrider och naturligt urval mot hybrider (s.k. dynamisk jämviktsmodell).

#### Hybridisering hos fåglar
Gråkråkan Corvus corone cornix och svartkråkan C. c. corone är två underarter som bildar en korsningsbarriär. Gråkråkan finns i norra och östra Europa, medan svartkråkan finns i södra och västra Europa. Båda underarterna är parapatriska och möts i ett begränsat bälte som korsar Europa från Danmark till norra Italien. Där förekommer hybridisering. Hybrider är fertila och har en bra fitness i det område de befinner sig; utanför korsningsbarriären har de en lägre fitness. I detta fall är korsningsbarriären en ekoton, och då kan artbildning ske.

## Antropogen hybridisering
Antropogen hybridisering beskriver den hybridisering som sker på grund av direkt eller indirekt resultat av människans påverkan - som till exempel genom introduktion av invasiva arter som korsas med endemiska arter, eller genom habitatförändring som kan föranleda reproduktionen mellan individer från populationer, eller arter, som tidigare var reproduktivt isolerade från varandra.

### Miljöförändring
Avskogning, eutrofiering och andra aktiviteter kan förändra habitaten och tillåta intra- och interspecifik hybrisidering. När akvatiska system blir grumliga på grund av dessa aktiviteter, kan sympatriska fiskarter inte se varandra ordentligt och då kan hybridisering ske. Ett bra exempel på detta är Viktoriasjön, där sympatriska ciklidarter utrotas när vattnet blir grumligare och förhindrar sexuell selektion..  
På samma sätt, genom att förändra habitaten, kan tidigare reproduktivt isolerade arter komma i kontakt med varandra. Om den geografiska barriären tillåter allopatriska arter eller distinkta populationer att komma i kontakt med varandra, eller om man introducerar invasiva arter, kan både inter- och intraspecifik hybridisering ske. Detta leder till en blandning av genpooler som kan vara problematisk för sällsynta arter, men också kan ha positiva effekter för inavlade populationer.

### Genetiskt modifierade organismer
Inom jordbruket kan det finnas genetiskt modifierade organismer som är resistenta mot patogener, extrema väderförhållanden eller som ger en högre ekonomisk avkastning. Genom hybridisering med närbesläktade vilda arter kan transgenflykt förekomma.
Genflöde mellan grödor och vilda växter är mycket vanligt. Detta innebär en risk för att de vilda arterna får gener som ökar deras fitness. Detta blir då ett stort problem för jordbruket och ekosystemet. Durra Sorghum bicolour är en gröda som har transgener. Studier visar att denna art hybridiserar genom vindpollinering med ogräsdurra S. halepense, en av de värsta ogräs som finns. Genflödet mellan dessa två arter kan göra att ogräsdurran blir resistent mot patogener och extrema väderförhållanden, vilket kan orsaka stora problem.

### Hybridisering hos växter
Inom botaniken har man länge ägnat sig åt hybridisering för att få fram nya sorter, varianter eller arter. 
Äpplen kan hybridiseras genom att befrukta blommor på ett moderträd med pollen från en fadersort med passande egenskaper. Det tar för det mesta kring 20 år från att man gjort en korsning, till att den nya sorten är klar för att bli registrerad. 

### Domesticerade och vilda hybrider

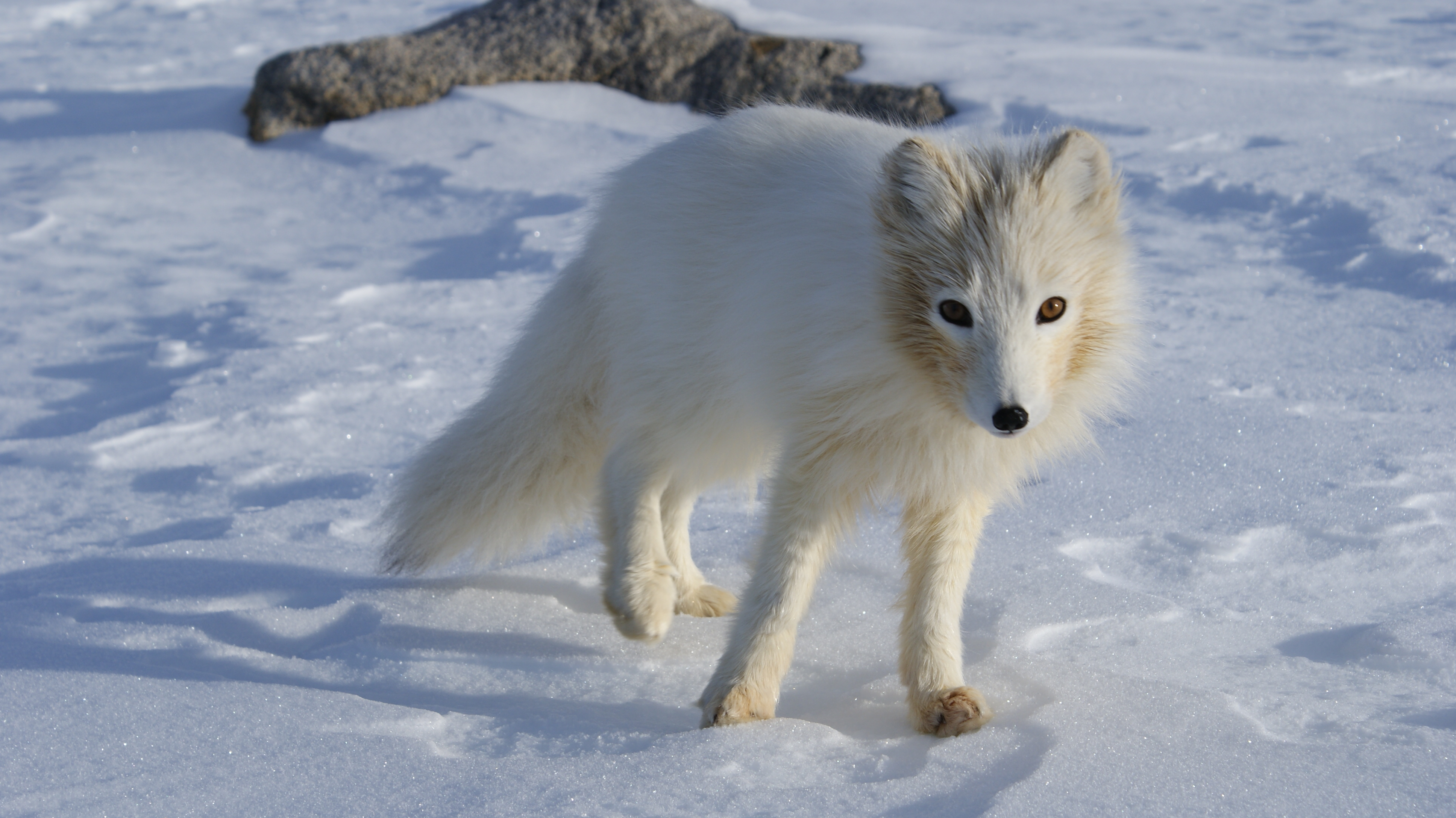
Hybridisering mellan tamfjällräv och vild fennoskandisk fjällräv sker, vilket kan orsaka anpassningsproblem för den vilda populationen.

Tamdjur kan hybridisera med vilda djur, något som kan leda till utavelsdepression hos vildpopulationen. Artificiellt selekterade gener kan vara maladaptiva ute i naturen, speciellt när den stör naturligt selekterade gener hos den vilda populationen. Några kända exempel som kan nämnas är mellan hundar och vargar, samt mellan huskatter och vilda katter.  
Eftersom domesticerade arter har lägre genetisk variation, kommer hybrider att förlora mycket av sin anpassningsfömåga. Hybridisering mellan domesticerade och vilda arter, kan leda till att de vilda arterna blir mindre anpassade till sin miljö; hybrider kommer att ha lägre fitness i detta område.

#### Introgressionmellan förrymda pälsrävar och vildfjällräv
Med hjälp av mitrokondriell analys, har man nyligen sett att fjällrävar som rymt från pälsfarmar hybridiserar med vilda fjällrävar, Alopex lagopus. Fennoskandiska fjällräven är en hotad art och hybridisering med en tam sort kan leda till utavel och sämre anpassning till lämmelcykeln, på grund av genetisk förorening .

#### Introgression mellan förrymda pälsminkar och vildmink
Introgression av förrymda pälsminkars gener till den Amerikanska vildminkens Neovison vison population kan störa populationens struktur, anpassningsförmåga och främja genetisk homogenitet. Mer studier behövs dock för att veta hur skadlig introgressionen är för de vilda djurpopulationerna. 

### Inducerad hybridisering
Hybridisering kan vara ett sätt att bevara en art. Om en art undergår en flaskhals, kan den ha för liten genetisk variation för att överleva miljöförändringar. Genom att hybridisera arten eller populationen med individer av en annan art eller population, kan man teoretiskt sett, öka deras genetiska variation. 
Ett risk med detta är att hybriderna får lägre fitness än föräldraindividerna, vilket innebär att den nya populationen/arten blir mindre anpassad till sitt habitat. Innan man använder den här metoden för att bevara en art, måste man överväga hur detta kommer att påverka populationen eller arten i fråga. Individer som används för hybridisering måste komma från ett mycket likartat område, och ha en mycket likartad genetisk sammansättning. Detta är viktigt för att minska utavelsdepression orsakad av lokalanpassning eller samanpassning.

#### Bevarandeprojekt hos Stenbocken
En stenbockspopulation av arten Capra ibex (alpstenbock) blev utrotad på grund av utavelsdepression genom inducerad hybridisering med den närbesläktade Vildgeten Capra aegagrus samt Nubisk stenbock Capra nubiana. Den inducerade hybridiseringen utfördes för att rädda arten. Efter intraspecifik korsning förlorades Stenbockens anpassning till att föda under våren; ungarna föddes istället under vintern vilket ledde till att ungarna dog.

## Artbildning

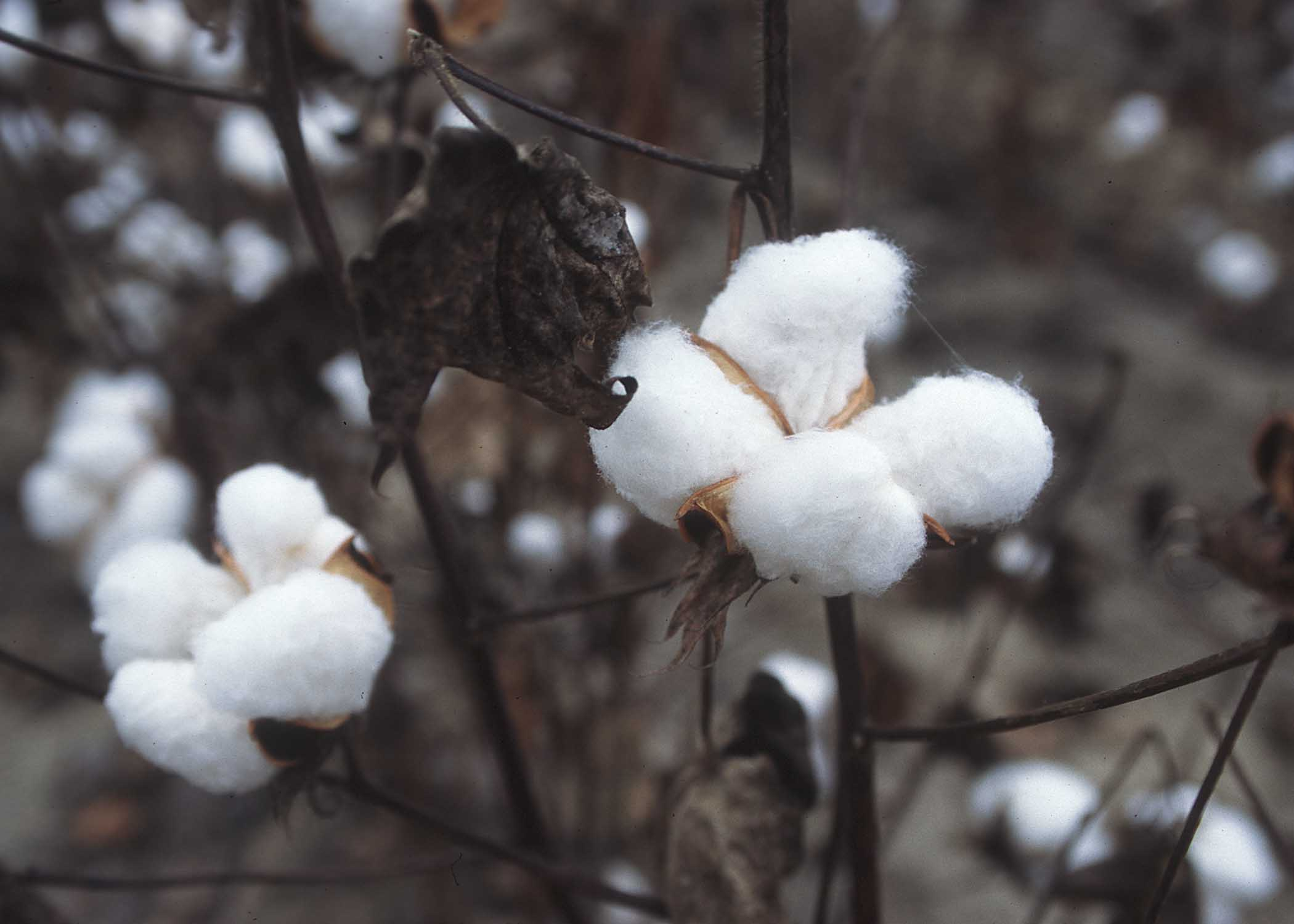
Bomullssläktet är polyploid

Hybridiseringens roll i evolution och artbildning är mycket debatterad. Det är välkänt att växter hybridiserar interspecifikt med varandra. Djurhybridisering är också vanlig men vad som leder till artbildning är inte lika känt. Även efter artbildning, är det vanligt att hybridisering sker under den första perioden efter artbildning. Intraspecifik hybridisering tillåter inte populationer att differentiera sig mot olika arter, men kan istället förstärka den egna arten.
Det anses att fjärilen Heliconous heurippa uppkommit från en korsning mellan H. melpomene, H. cydno och deras F1 hybrider (första generations hybrider). Detta är ett resultat där Mavárez et. al. försökte återskapa H. heurippa.
Hybridsvärmteorin för att förklara mångfalden visar att genflöde mellan arter och populationer ökar det naturliga urvalets respons genom att öka funktionella fenotypvariationer, samt sekundära sexuella karaktärer. Hybridisering skulle då förstärka mångfaldsspridningens momentum. Detta är en förklaring till den snabba evolutionen av mimicryringar hos Heliconiusfjärilar..

### Polyploiditet
Artbildning via allopolyploidi är mycket vanlig hos växter, där 70-80% av alla växtarter uppkommit på detta vis. Polyploidi kan också ske bland vissa fiskar, reptiler och insekter. Allopolyploidi resulterar från interspecifik hybridisering av arter med olika kromosomförutsättningar och sedan genom duplicering av kromosomer. På grund av detta, när hela kromosomsetet dupliceras, kommer varje kromosom att ha ett homologpar, och då kan meiosis ske. 
Om hybrider fortplantar sig med sina diploida föräldrar kommer det ge triploida avkommor, som är sterila. Konsekvensen blir reproduktiv isolering från föräldrarna, vilket leder till artbildning. Den här processen sker lättare hos organismer som kan reproducera sig asexuellt eller genom självfertilisering. Detta är anledningen till att det är mycket vanligare hos växter än hos djur.

### Sekundär förstärkning
Om hybrider i en korsningsbarriär är sterila eller får lägre fitness än föräldraarterna, kan man tänka sig att vidare differentiering av båda föräldraarterna sker. Theodosius Dobzhansky tänkte att postzygotisk isolering kan vara mycket kostsam för förändraindividerna, eftersom sterila avkommor kommer att ha lägre fitness. På grund av det kommer hybriders lägre fitness förstärka prezygotisk isolering. Denna mekanism kan vara ett bra argument, men många biologer har argumenterat emot det. Om fertila hybrider förekommer skulle det vara möjligt för dem att reproducera sig med föräldraarterna, speciellt när de ser ut som en av föräldraarterna. Även om det finns sterila hybrider i korsningsbarriären, kommer den sekundära förstärkningen att vara svag, eftersom föräldraarterna har mindre kontakt med varandra.

## Konsekvenser

### Fitness
Hybridisering har olika konsekvenser för avkommornas fitness. Den kan leda till heteros, där hybrider har bättre fitness än föräldraarterna. Heteros sker när heterozygota individer har bättre fitness än homozygota individer, eftersom skadliga recessiva alleler inte uttrycks.

#### Heteros
Det är också möjligt att hybrider har de bästa fenotyperna från båda föräldraarterna. Det bästa exemplet av heteros är hos majshybriden som dominerar majsproduktionen i USA. 
Vanligtvis visar hybrider heteros under de första generationerna, men efter flera generationer i rad har den en sämre fitness, eftersom skadliga recessiva alleler kan uttrycka sig på grund av homozygositet. 

#### Utavelsdepression
Hybridisering kan också orsaka utaveldepression på grund av genetisk inkompatibilitet (inneboende) eller genom att minska naturligt utvalda anpassningskaraktärer (yttre). 
Inneboende utavelsdepression kan vara orsakad av kromosom-inkompatibilitet där hybrider producerar aneuploida gameter. Även interaktioner mellan gener kan vara olika mellan arter och populationer, då förekommer genomisk konflikt hos hybrider.
Hybrider kommer inte att vara bra anpassade till sin miljö, eftersom de selekterade karaktärerna är olika för de båda föräldraarterna. Olika populationer och arter är utsatta för olika urvalstryck och då kommer varje population eller art att anpassa sig till sin lokala miljö. Introgression kommer då minska anpassningen till populationens habitat och då resultera i yttre utaveldepression.

### Populationstillväxt
Hybridisering kan leda till sterila avkommor, eftersom de har problem med kromosomparningen under meios. Föräldraarten kommer att använda mycket energi för att föda och uppfostra avkomman, men kommer att förlora i fitness, eftersom avkomman i sin tur inte kommer att få avkommor.
Sterila avkommor kommer att minska populationstillväxten, vilket kan vara mycket skadligt för populationen och/eller arten.